# Brendan Eich
Brendan Eich (Pittsburgh, 4 luglio 1961) è un informatico statunitense, creatore del linguaggio di programmazione JavaScript.
Ha inoltre cofondato il progetto Mozilla, la Mozilla Foundation e la Mozilla Corporation (di cui è stato direttore tecnico e per un breve periodo anche amministratore delegato). Dal 2015 è il CEO di Brave Software.

## Biografia
Brendan Eich è nato a Pittsburgh, ed è cresciuto successivamente a Gaithersburg (Maryland) e a Palo Alto.

Si è laureato in matematica e in informatica all'Università di Santa Clara, e ha conseguito la laurea magistrale all'Università dell'Illinois - Urbana-Champaign.
Eich ha iniziato la sua carriera come informatico lavorando per sette anni per la Silicon Graphics, lavorando su sistemi operativi e codici di rete. Ha poi lavorato per la MicroUnity Systems Engineering, dove si è occupato di sviluppare microkernel e software per processori di segnali digitali.
Nel 1995 iniziò a lavorare per la Netscape Communications, dove concepì l'invenzione per cui è più noto, il linguaggio di programmazione JavaScript, utilizzato per rendere i siti web più dinamici.
Dal 1998, dopo l'acquisizione di Netscape Communications da parte di America On line, Eich fu co-fondatore del progetto open source Mozilla, nota principalmente per l'omonimo browser. Eich fu tra i principali sviluppatori del software, nonché CTO.

Nel 2014, a seguito di alcune polemiche di carattere politico , fu costretto a lasciare gli incarichi presso Mozilla.
Dopo aver lasciato Mozilla, Eich si dedicò alla creazione di un nuovo browser open-source, Brave browser, focalizzato sulla privacy e sulle criptovalute, che offre molte funzioni quali l'ad blocking, il blocco del fingerprinting, una finestre privata con TOR e la criptovaluta BAT (Basic Attention Token).

## Controversie
Nel 2014 è stato invitato a lasciare la posizione di Ceo di Mozilla dopo appena 11 giorni dalla nomina, quando si è appurato il fatto che sostenesse con donazioni candidati politici avversi alla legalizzazione dei matrimoni omosessuali in California. Nonostante l'apparente passo indietro sulla questione di Eich, lo stesso ha preferito abbandonare Mozilla Corporation per fondare Brave. Nel 2020 il suo pubblico sostegno contro politiche di prevenzione per la COVID-19 e le critiche all'immunologo Anthony Fauci, hanno portato nuove polemiche sulla compatibilità col suo importante ruolo in Brave.